# Anolis ernestwilliamsi
Anolis ernestwilliamsi este o specie de șopârle din genul Anolis, familia Polychrotidae, descrisă de Lazell 1983. Conform Catalogue of Life specia Anolis ernestwilliamsi nu are subspecii cunoscute.